# Justicia ekakusuma
Justicia ekakusuma är en akantusväxtart som beskrevs av A.K. Pradeep och V.V. Sivarajan. Justicia ekakusuma ingår i släktet Justicia och familjen akantusväxter. Inga underarter finns listade i Catalogue of Life.

## Bildgalleri

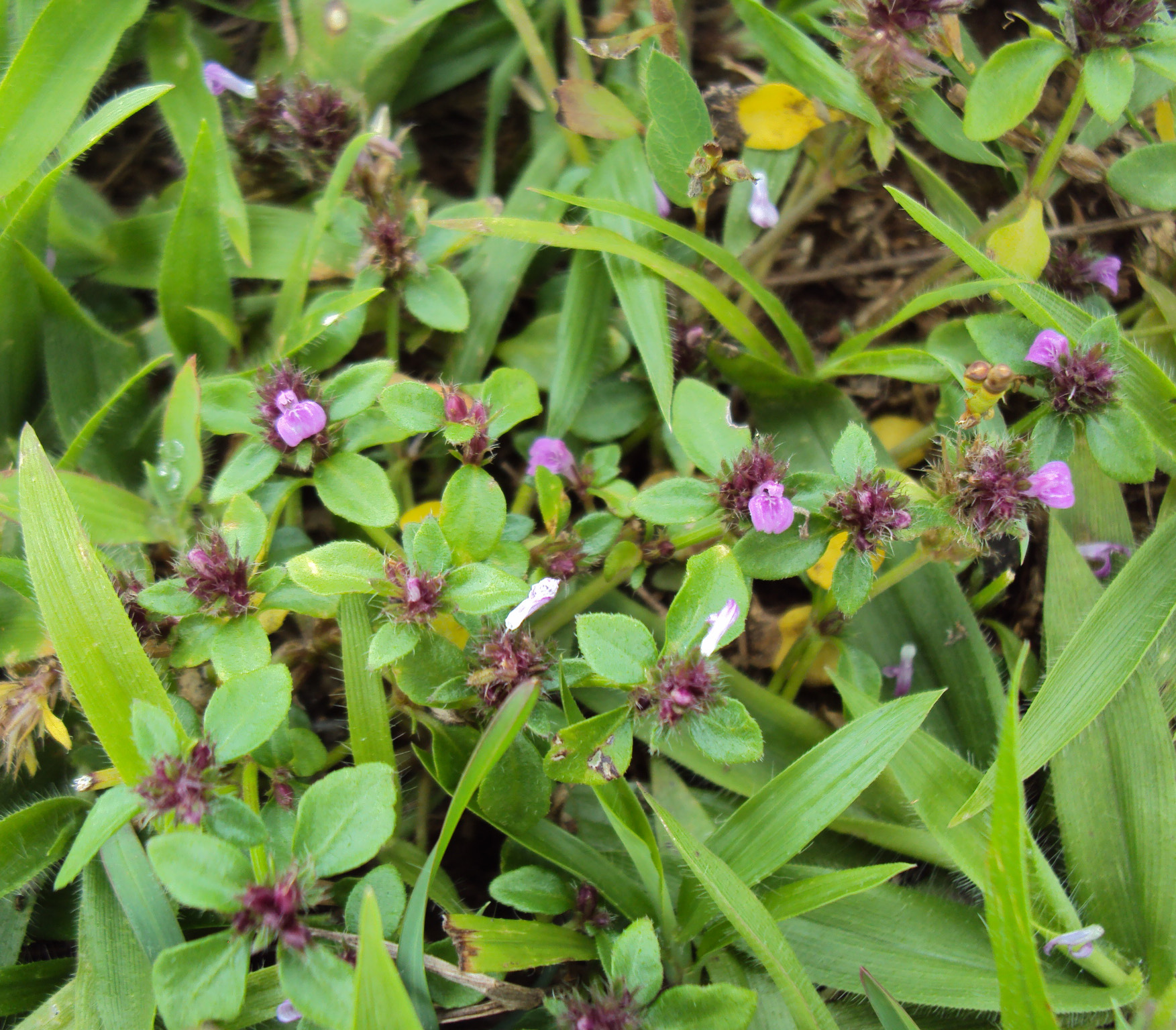
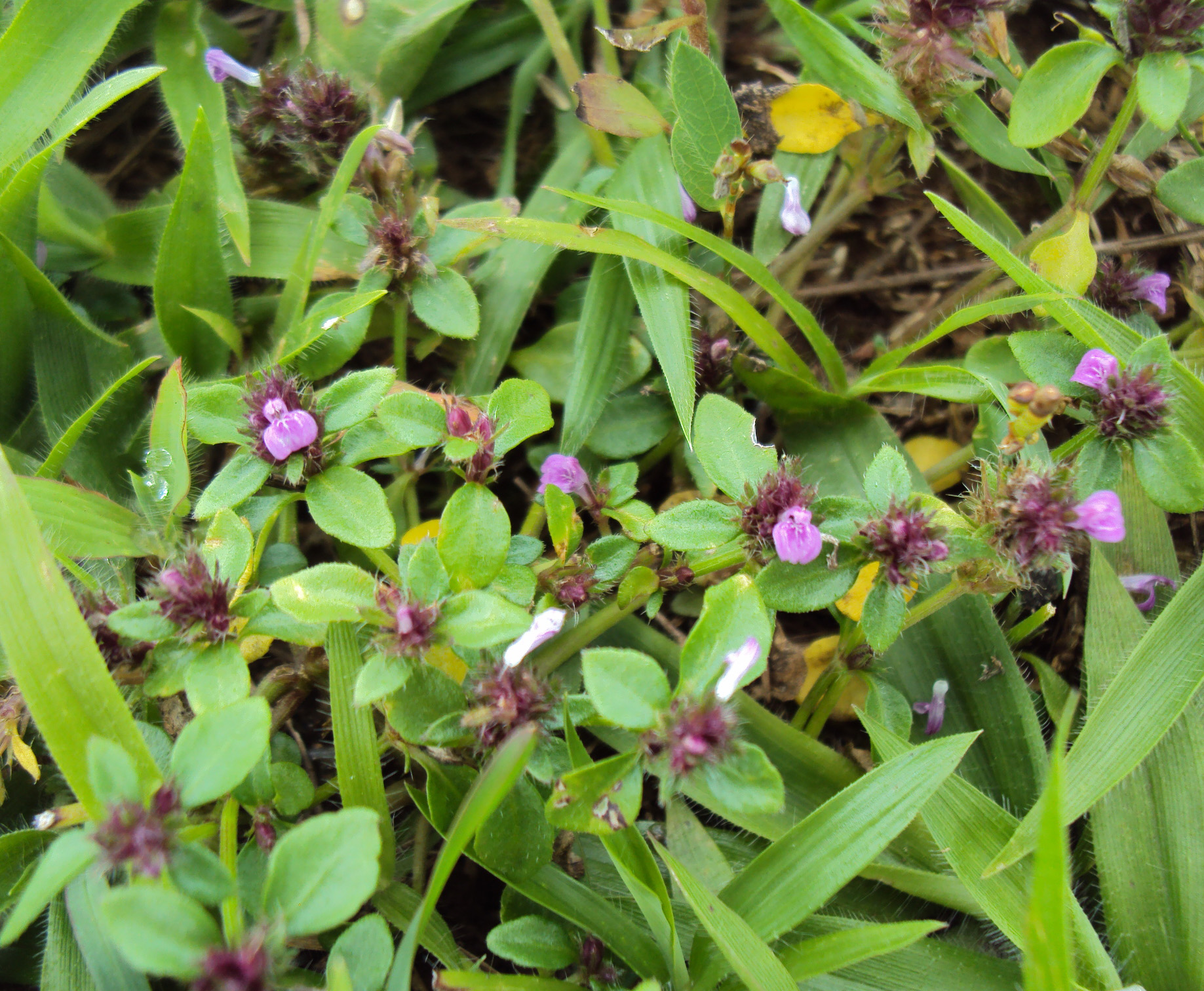
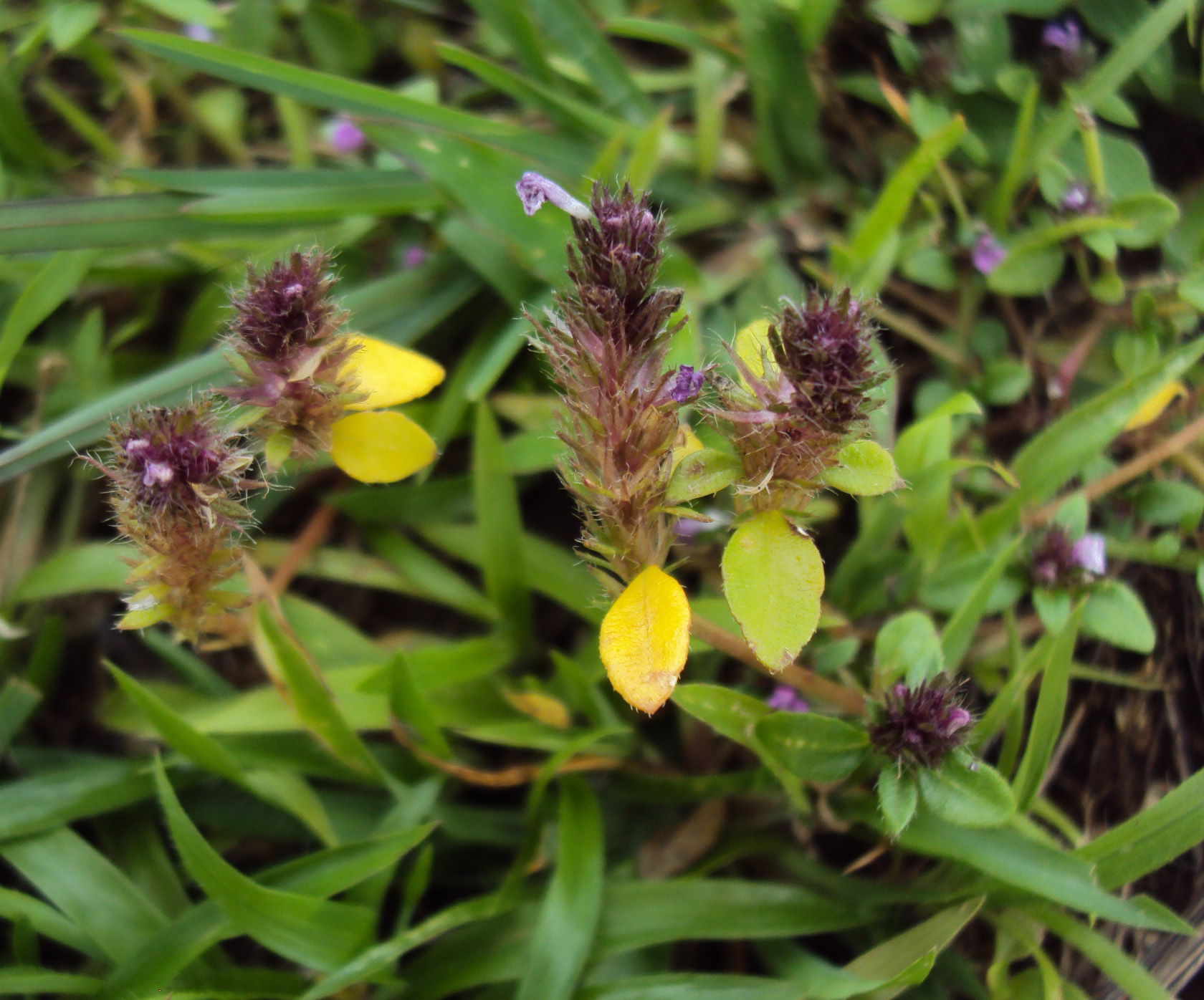